# Nordischer Mercurius
Der Nordische Mercurius erschien zwischen Januar 1664 und 1730 in Hamburg, zwischen 1672 und 1675 ist als die Beilage „Extraordinaire Relation“ verzeichnet. Begründet wurde die Zeitung von Georg Greflinger (um 1620–1677), ursprünglich Dichter und Schriftsteller, der sie bis zu seinem Tode herausgab. Der Nordische Mercurius wurde von den Söhnen Greflingers, Friedrich Conrad und Conrad (?) (andere Quellen sagen Franz Ludwig, anschließend habe dessen Witwe die Herausgabe des Blattes übernommen) noch bis einschließlich 1713 weitergeführt, bevor er vom Markt verschwindet. Die Gründe hierfür sind unbekannt.
Der Titel des „Nordischen Mercuirius“ ist uneinheitlich, der Jahrestitel „Nordischer Mercurius“ (ab 1665) trägt immer wieder Ergänzungen oder wandelt sich, bspw. „Freytagischer Nordischer Mercurius“. – Die Zeitung hatte eine hohe Erscheinungsfrequenz: Sie erschien 1664 zwei Male wöchentlich mit einem Umfang von je 12 Seiten, 1665 monatlich, 1666 bis Mitte 1672 wieder zwei Male wöchentlich, danach vier Male wöchentlich. Erst allmählich jedoch nahm der „Nordische Mercurius“, ein „reich gestaltetes Blatt“., die übliche Zeitungsform an. Zunächst hatte er die Aufmachung eines Jahrbuchs mit Jahrestitel, Monatstitelseiten und durchgehender Paginierung mit Jahres- und Monatsangabe; Vorreden, Eingangsverse, angehängte Jahres- und Halbjahresübersichten sind ebenso zu verzeichnen. Erst ab 1679 ist eine sichtbare Nummernaufzeichnung vorhanden Die fortlaufende Paginierung fällt ab 1683 weg. War das Sinnbild der Zeitung, der Mercur, zunächst nur auf Jahrestitelseite und Monatsvorblatt enthalten, ist es nun auch auf jeder einzelnen Nummer zu sehen. Auch wird ein Druckdatum hinzugefügt.
Die Zeitung setzte sich (wie im 17. Jahrhundert üblich) aus Berichten aus unterschiedlichen Orten zusammen. Zusätzlich zu Regionen sind die Meldungen nach Herkunftsländern gegliedert, die Zeitung berichtet über Ereignisse in ganz Europa. Neben seinen „Standardkorrespondenzen“ bemühte sich Greflinger anscheinend verstärkt um Nachrichten aus weiteren Orten.. Dabei enthalten die einzelnen Berichte sowohl deskriptive Schilderungen als auch Kommentare. Es wird ausführlich über relevante Themen und weniger über Einzelereignisse berichtet Die Zeitung hatte demnach zwei Intentionen: Ihre Leser zu informieren und zu unterhalten.
Immer wieder wurde in der Forschung eines Sonderstellung des „Nordischen Mercurius“ angenommen: Der Leser habe in ihm mehr über Feierlichkeiten bei Hofe erfahren können als in anderen Zeitungen oder die Nachrichten über Seefahrt hätten einen besonders großen Raum eingenommen. Hervorzuheben ist, dass die Zeitung etliche Augenzeugenberichte ebenso wie Gedichte, Verse und Anzeigen enthält. Manches Mal wurde der „Nordische Mercurius“ als (erste) Zeitung mit feuilletonistischen oder literarischen Elementen bezeichnet. Zudem gibt es Ansätze von Rubriken wie „Grosse Todes-Fälle“ 1665 oder im Jahr 1698 Vorreden; diese deutet Blühm als ersten Schritt auf dem Weg zum Leitartikel. Unklar ist, ob Greflinger die Berichte seiner Korrespondenten redigierte. In jedem Fall wird der Zeitung eine herausragende Stellung im Vergleich zu den anderen Zeitungen des 17. Jahrhunderts zugesprochen.